# Бартл, Злата
Злата Бартл (хорв. Zlata Bartl; 20 февраля 1920, Сараево (Королевство Югославия) — 30 июля 2008, Копривница, Хорватия) — боснийско-хорватский и югославский химик, создатель универсальной приправы к блюдам «Вегета» (Vegeta).

## Биография
Окончила школу в Сараево и в 1938 году поступила на философский факультет в Загребский университет, где изучала естественные и биотехнические науки, инженерию, медицину и здравоохранение.
После окончания университета работала преподавателем сначала в Сараево, Баня-Луке, позже вернулась в Сараево и стала работать в Институте промышленных исследований.
С 1955 года — химик-технолог в лаборатории компании Podravka (Хорватия). Первый её крупный успех был достиг в 1957 году, когда по инициативе и под её руководством компания приступила к производству обезвоженных супов.

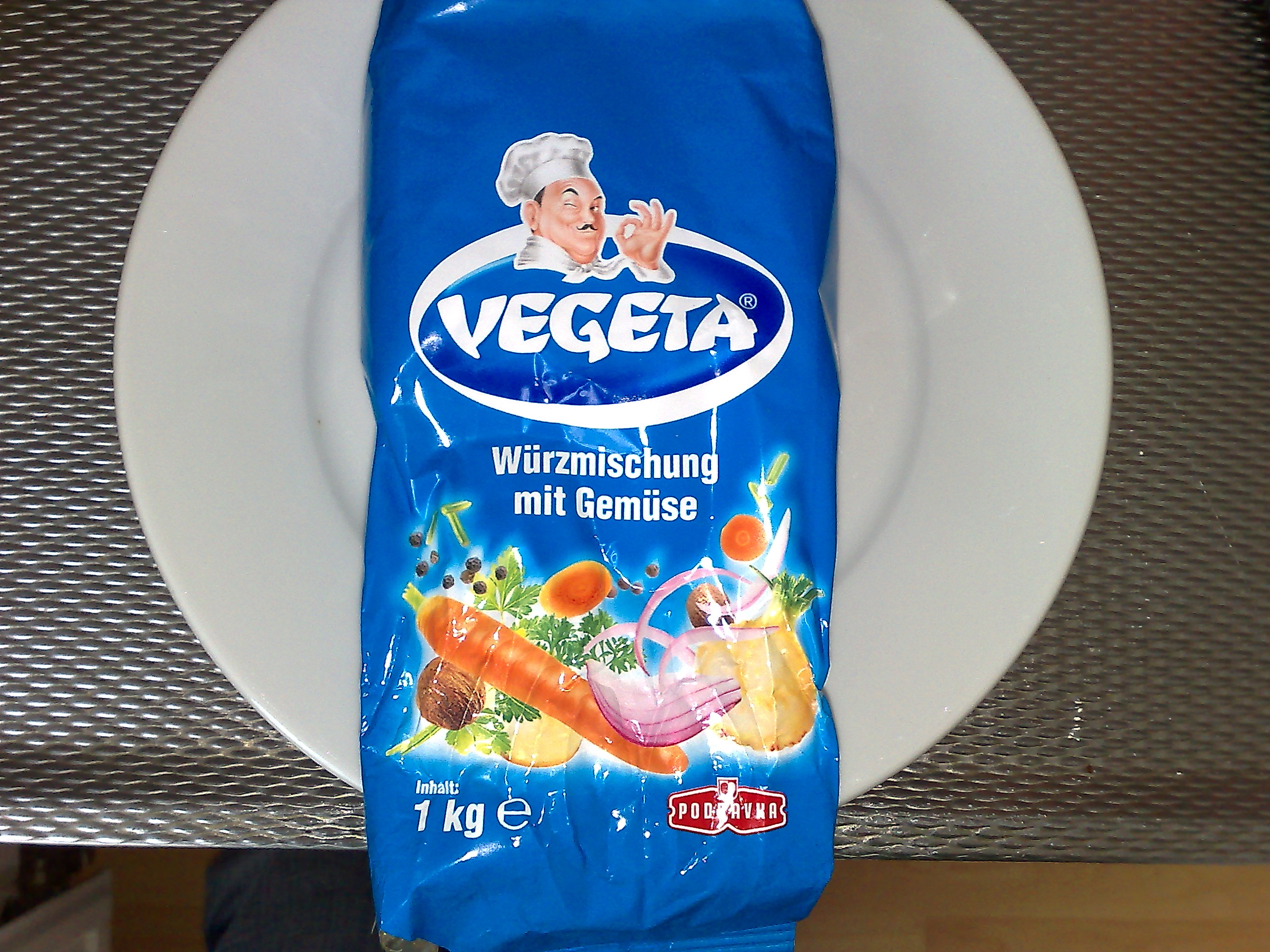
Приправа «Вегета»

Там, в 1958 году, под её руководством был создан рецепт «Вегеты», который стал одним из самых популярных хорватских брендов. Приправа появилась на югославском рынке в 1959 году, а с 1967 года стала экспортироваться в Венгрию и СССР. Рекордный показатель экспорта «Вегеты» был достигнут в 1995 году и составил 26 000 тонн. С 2006 года «Вегета» выпускается в нескольких вариантах. Ныне продаётся более чем в 40 странах мира.
За изобретение Злата Бартл получила ряд признаний и наград, в том числе:
- Орден Хорватской звезды с ликом Николы Теслы (1997)[3].
- Премию Серебряное сердце Подравка (1972).
- Приз за техническую культуру Хорватии (1985).
- Премию за пожизненные достижения (1987).
- Премию за многолетние достижения в работе и высокие достижения города Копривница.
- Медаль ордена Николы Теслы.
- Премию Золотой Мартен хорватской торгово-промышленной палаты (1998) и другие.

В 1976 году вышла на пенсию.
Ныне существует фонд имени Златы Бартл для студентов химиков, обучающихся в Загребском университете.